# Joan García
Joan García Pons (Sallent, 4 de maio de 2001) é um futebolista espanhol que atua como goleiro. Atualmente, joga pelo Barcelona.

## Carreira

### Espanyol
Nascido em Sallent, Barcelona, Catalunha, García ingressou nas categorias de base do RCD Espanyol em 2016, depois de representar CF Damm e CE Manresa. Ele fez sua estreia sênior com as reservas em 28 de setembro de 2019, começando no empate fora de casa por 1 a 1 na Segunda División B contra o Valencia CF Mestalla.
Em 11 de fevereiro de 2020, García renovou com os Pericos até 2025. Ele fez sua estreia no time principal em 1º de dezembro de 2021, começando em uma vitória por 3 a 2 fora de casa sobre o SD Solares-Medio Cudeyo na Copa del Rey da temporada.
García fez sua estreia profissional – e na La Liga – em 10 de janeiro de 2022, começando em uma derrota em casa por 1–2 contra o Elche.

### Barcelona
Em 18 de junho de 2025, o Barcelona anunciou a contratação do goleiro Joan García. Para oficializar a transferência, o clube pagou a multa rescisória, avaliada em 25 milhões de euros (R$ 160 milhões). No dia 20 de junho foi apresentado oficialmente pelo clube espanhol. O jogador assinou seu contrato em uma cerimônia na sede do estádio do Barcelona até junho de 2031.

## Carreira internacional
García é um jovem internacional pela Espanha, tendo representado a Espanha sub-17, sub-18, sub-19 e sub-21. Em julho de 2024, ele foi selecionado para a seleção sub-23 da Espanha para as Olimpíadas de Verão de 2024. Ele e a Espanha ganhariam a medalha de ouro olímpica no evento de futebol masculino nas Olimpíadas.

## Títulos
Espanha sub-23
- Jogos Olímpicos: 2024 (medalha de ouro)

### Prêmios individuais
- Equipe da Temporada de La Liga: 2024–25[10]